# أيلول الشام
أيلول الشّام هي رواية باللغة العربية من تأليف الكاتبة السورية آمنة محمد خير خرّاز، صَدرت عن دار نلسن – بيروت بتاريخ 24 أيار/مايو 2025، وتقع في 136 صفحة. تُعد الرواية العمل الروائي الأول للمؤلفة، وشاركت به في معرض بيروت الدولي للكتاب.

### لمحة عن الرواية
تروي "أيلول الشّام" قصة فتاة سورية تُدعى أيلول، غادرت دمشق إلى باريس` طلبًا للأمان والدراسة، لكنّ الوطن لم يغادرها يومًا. عبر مشاهد وجدانية ومواقف حقيقية تتأرجح بين الماضي والحاضر، تحكي الرواية كيف تستمر الذاكرة في خذلان النسيان، وكيف تبقى الحرب جرحًا مفتوحًا في النفس مهما ابتعد الجسد عنها.
بين ذكريات دمشق وصدى الحياة الفرنسية، تدور الرواية حول سؤال الهوية، والحنين، والحقيقة الغائبة. يتحوّل موت والد "شام"، صديقة البطلة، إلى نقطة تحول في السرد، تُعيد إيلول إلى قضايا لم تُغلق، وحقائق لم تُكشف.

### عناصر الرواية
- الهجرة والاغتراب
- المرأة في زمن الحرب
- الصداقة والوفاء
- فقدان الأحبة
- البحث عن الحقيقة
- النزوح الداخلي والانتماء

### الأسلوب واللغة
جاءت الرواية بأسلوب سردي داخلي، بضمير المتكلم، محمّل بالشاعرية والمونولوجات التأملية، وتتنقّل بين الزمنين الواقعي والذاكري بمرونة عالية. لغتها مشحونة بالعاطفة، تختزن تجربة جيل بأكمله عاش الحرب السورية وما تبعها من شتات وهجرة.

### المشاركة والمعرض
شاركت الرواية ضمن فعاليات معرض بيروت الدولي للكتاب لعام 2025، ولاقت اهتمامًا ملحوظًا من القرّاء والمهتمين بالشأن السوري والإنساني.